# Премія імені Юрія Шевельова

Юрій Шевельов

Пре́мія і́мені Ю́рія Шевельо́ва — літературна премія за досягнення в галузі есеїстики на честь засновника модерної української есеїстики Юрія Шевельова. Заснована в жовтні 2013 року, аби відзначити внесок авторів у невід'ємні цінності цього жанру — незалежність думки та витонченість стилю.

## Засновники
- Український ПЕН;
- Києво-Могилянська бізнес-школа;
- Видавництво «Дух і Літера»;
- Центр досліджень історії та культури східноєвропейського єврейства (юдаїки);
- Український науковий інститут Гарвардського університету (США).

## Вимоги до номінантів
- Нагороду присуджують раз на рік українському авторові за художню та наукову есеїстику, опубліковану протягом року нагородження.
- Кожен твір може брати участь у конкурсі на здобуття Премії лише один раз.
- До розгляду приймаються художні або наукові есеї українських авторів (нон-фікшн), опубліковані в паперовому вигляді (книжка, збірка) протягом календарного року.
- Кандидатів на здобуття Премії можуть запропонувати українські та іноземні культурні інституції, видавництва, наукові центри, творчі обʼєднання і приватні особи.
- Зголошення приймаються щороку з 15 серпня до 15 жовтня.

## Журі
Переможця визначає спеціальна Капітула. До її складу, окрім представників організацій-засновників Премії, входять письменники, критики, науковці та лауреати Премії трьох останніх років.

## Процедура визначення лауреата й нагородження
Лауреат Премії обирається в три етапи:
1. Із видань, які надійшли на розгляд Капітули і відповідають технічним критеріям Премії, формується довгий список претендентів, що оголошується не пізніше 1 листопада,
2. Члени Капітули голосують за короткий список Премії, що оприлюднюється за тиждень до церемонії нагородження лауреата — 10 грудня,
3. Члени Капітули методом анонімного голосування обирають лауреата Премії, ім’я якого оголошується під час церемонії 17 грудня, у день народження Юрія Шевельова.

Лауреат Премії нагороджується статуеткою Бронзового Ангела, а також грошовою премію та дипломом лауреата. Номінанти отримують дипломи номінантів та добірку книжок видавництва «Дух і Літера».

## Спецвідзнаки
З 2020 року у рамках Премії імені Юрія Шевельова вручаються дві спеціальні відзнаки.
Спеціальна відзнака Капітули — за внесок у розвиток та популяризацію есеїстики. Цю нагорода можуть присуджувати:
- українським авторам за їхній загальний есеїстичний доробок;
- зарубіжним авторам, твори яких перекладено українською;
- українським авторам, що пишуть іншими мовами;
- літературним критикам, що аналізують та популяризують есеїстику;
- видавцям і редакторам періодичних видань, що активно публікують есеїстичні твори.

Спеціальна відзнака UA: Радіо Культура — за майстерність і новаторство в жанрі есею, а також звучання тексту в радіоформаті. Нагородою для автора-есеїста у цій номінації стане створення радіоверсії твору, яка прозвучить в етері радіостанції. Переможця обирає експертна група за участі редакторів, продюсерів та журналістів Радіо.

## Лауреати премії

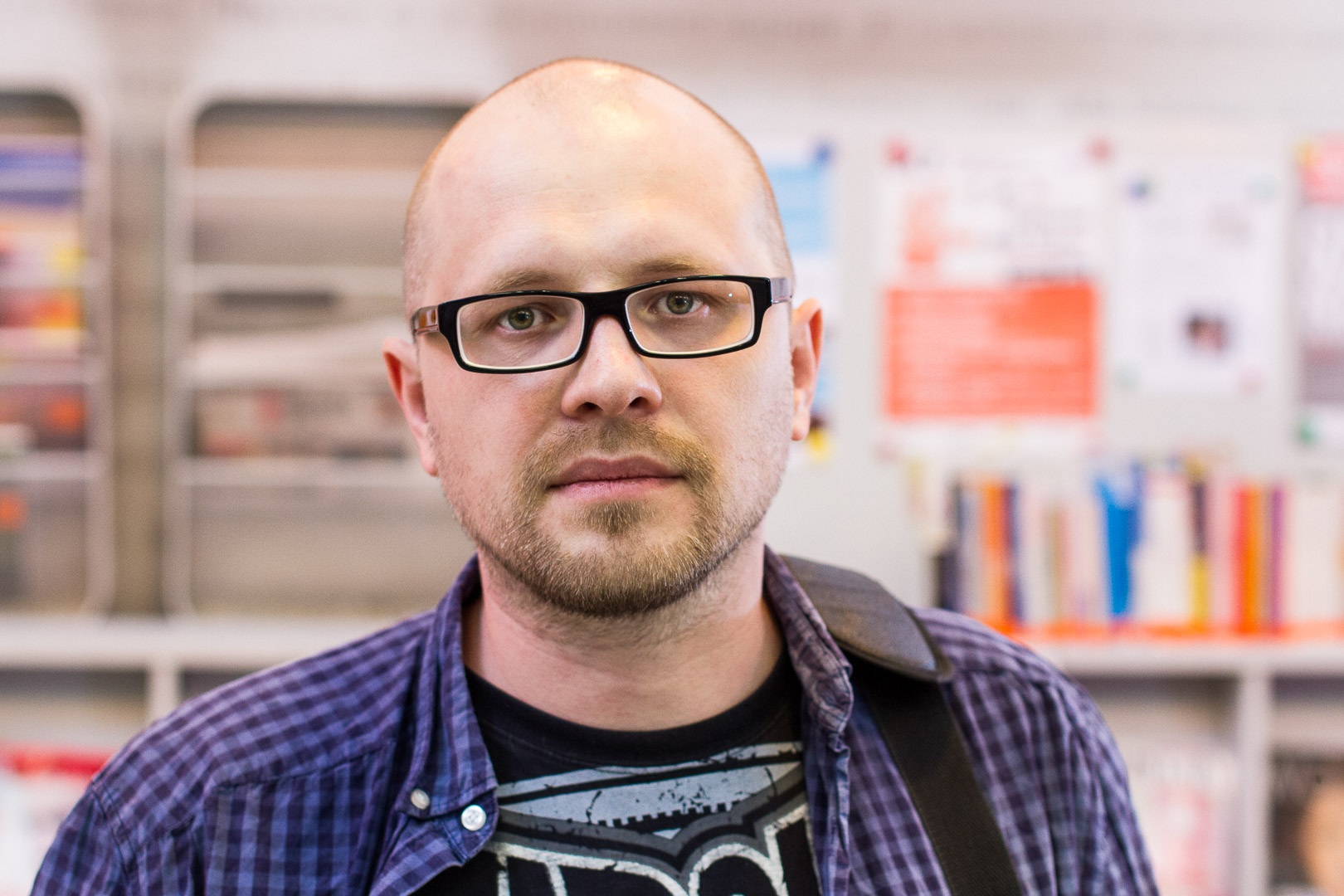
Андрій Бондар — лауреат премії за 2021 рік.
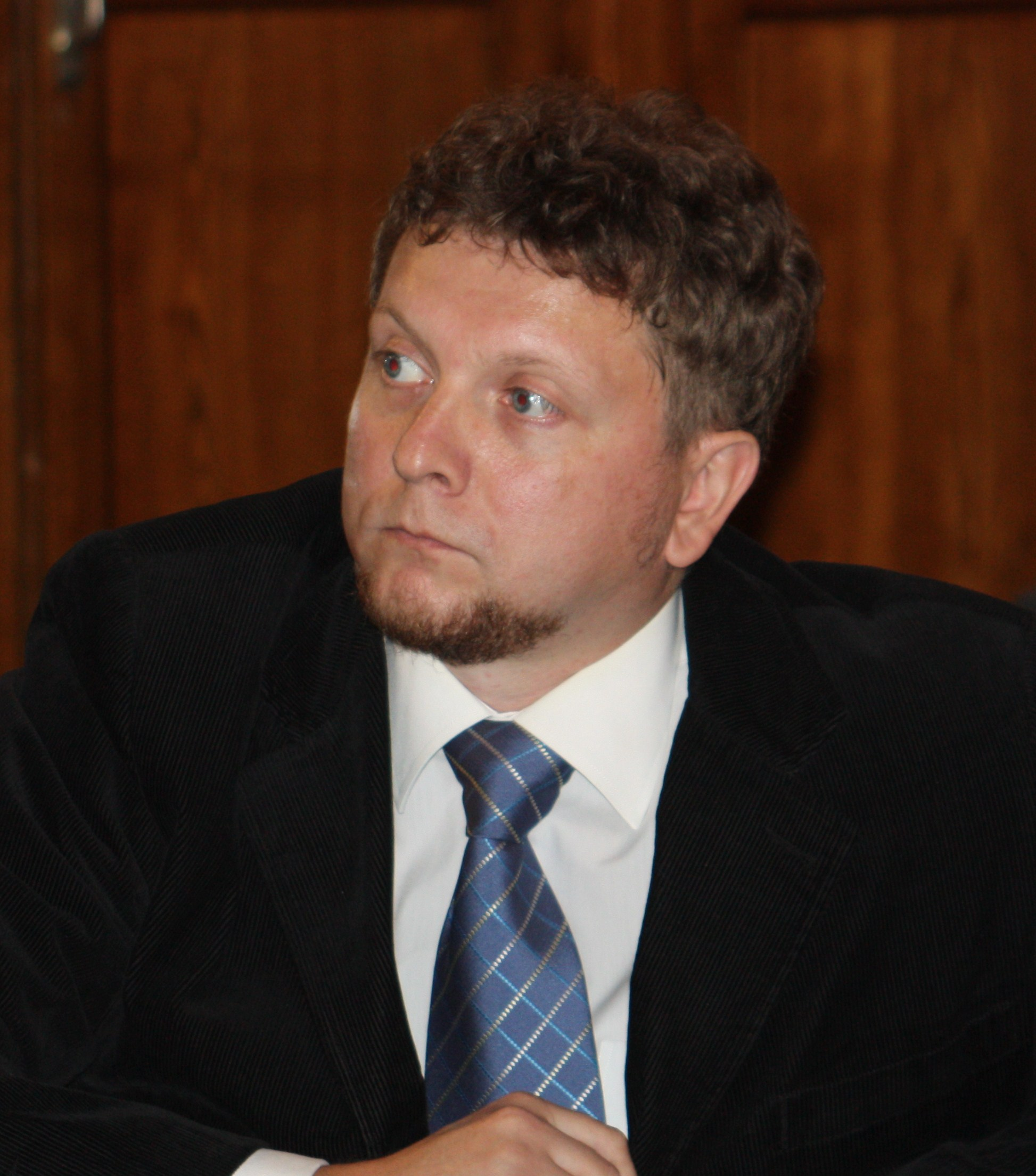
Тарас Лютий — лауреат премії за 2020 рік.
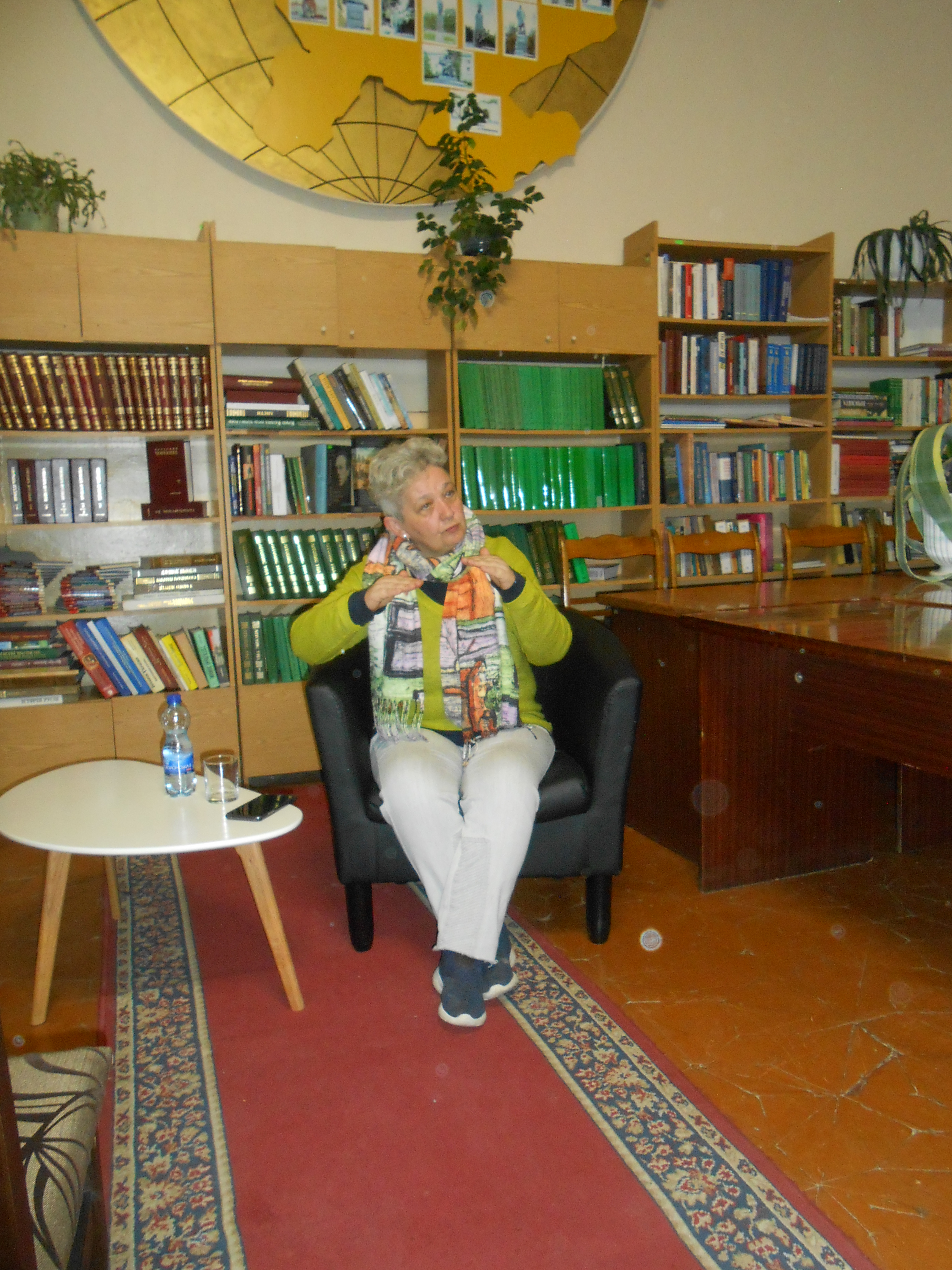
Діана Клочко — лауреат премії за 2019 рік.
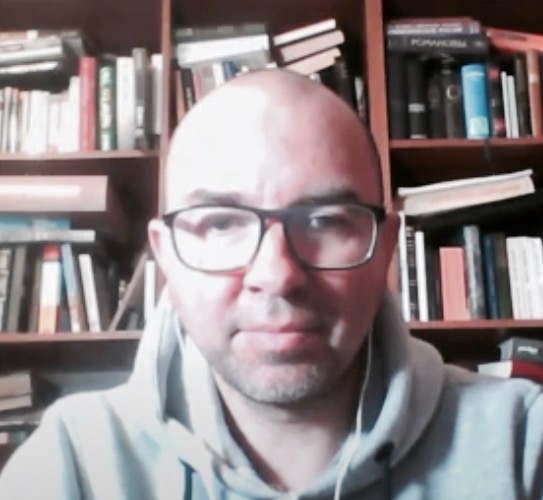
Володимир Єрмоленко — лауреат премії за 2018 рік.
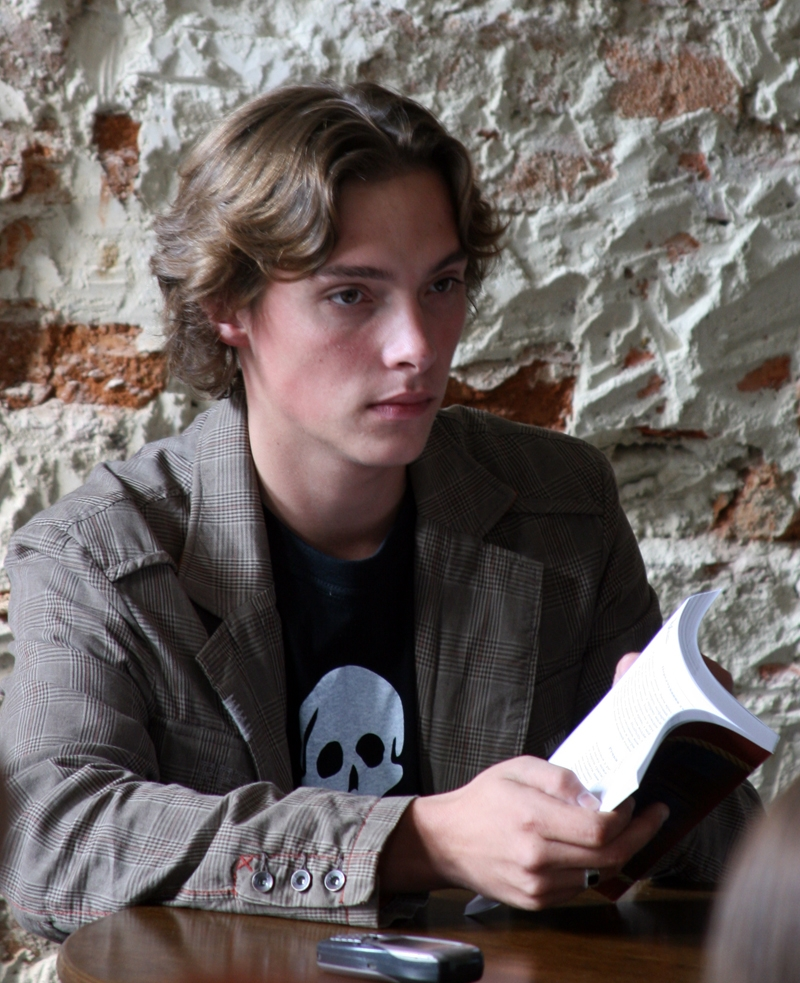
Андрій Любка — лауреат премії за 2017 рік.
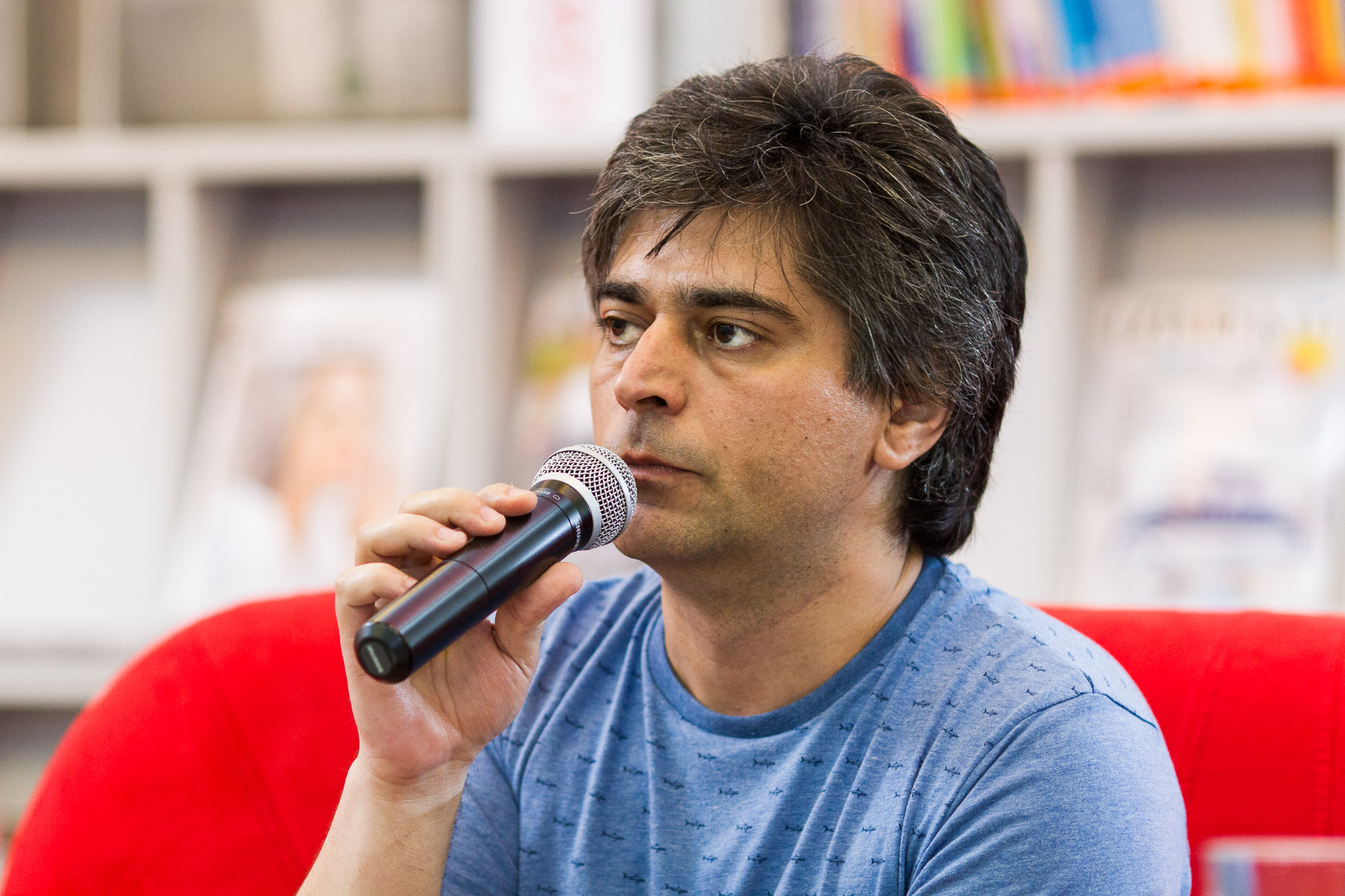
Олександр Бойченко — лауреат премії за 2015 рік.
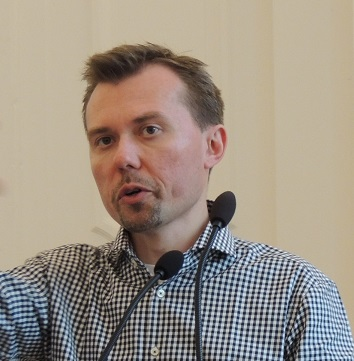
Андрій Портнов — один з лауреатів премії за 2013 рік.
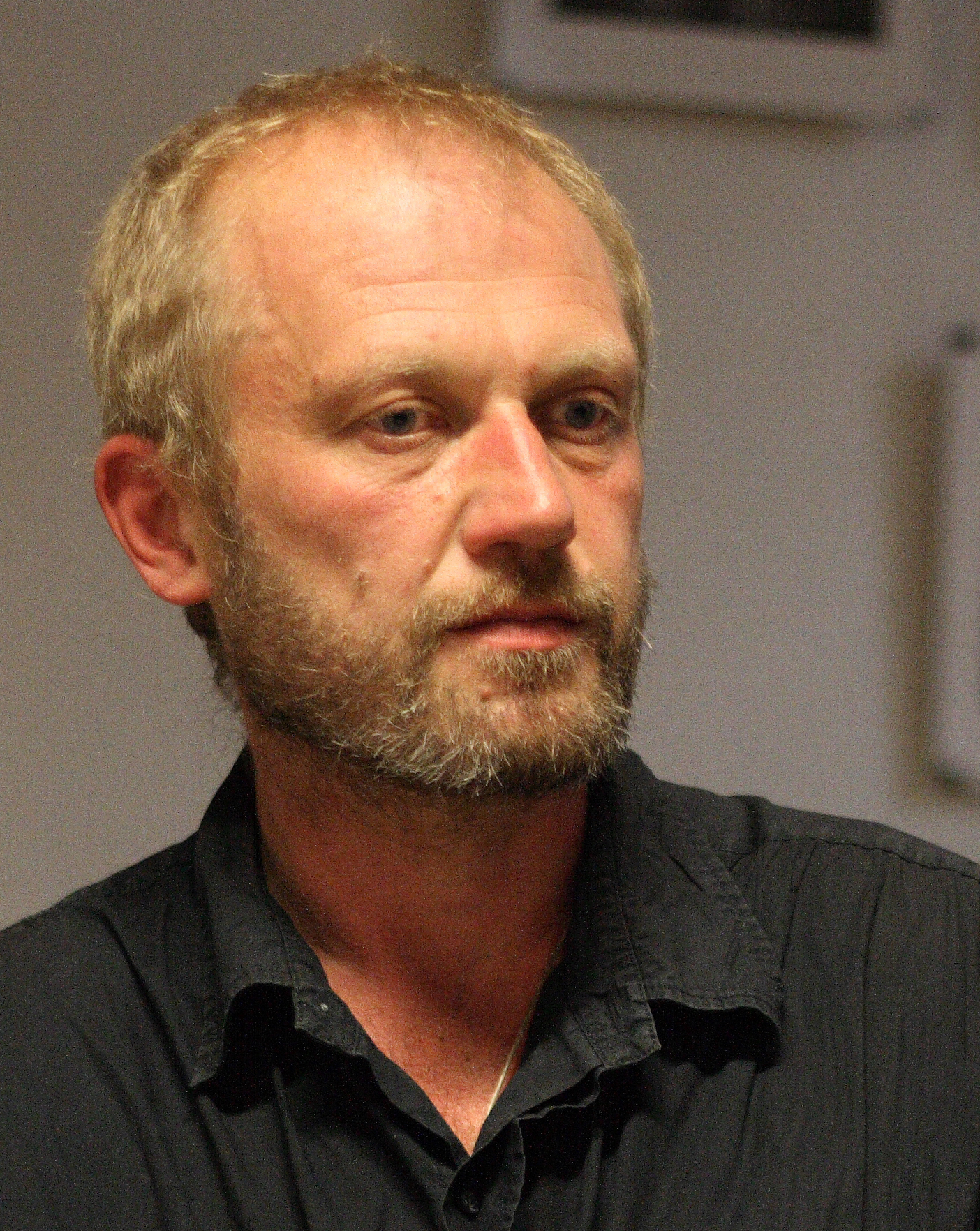
Тарас Прохасько — один з лауреатів премії за 2013 рік.

### 2023
Капітула премії:
- Володимир Єрмоленко, голова Капітули, президент Українського ПЕН;
- Олександра (Оля) Гнатюк, дослідниця, професорка НаУКМА та Варшавського університету;
- Олександр Саврук, декан Києво-Могилянської бізнес-школи;
- Олег Коцюба, літературознавець, керівник видавничої програми Українського наукового інституту Гарвардського університету;
- Леонід Фінберг, головний редактор видавництва «Дух і Літера»;
- Тамара Гундорова, літературознавиця, членкиня-кореспондентка НАНУ (Інститут Літератури);
- Елеонора Соловей, літературознавиця;
- Андрій Бондар, письменник. есеїст, перекладач, лауреат Премії за 2021 рік;
- Андрій Павлишин, журналіст, історик, перекладач, лауреат Премії за 2022 рік;
- Тарас Лютий, філософ, есеїст, лауреат Премії за 2020 рік;
- Тетяна Терен, журналістка, виконавча директорка Українського ПЕН.

### 2022[1]
Переможець:
- Андрій Павлишин, «Нам і далі загрожує вічність»

Номінанти:
- Павло Казарін, «Дикий Захід Східної Європи»;
- Маркіян Прохасько, «Мрія про Антарктиду».

Спеціальні відзнаки:
- Павло Казарін, «за майстерну колумністику та аналіз воєнного сьогодення» («Дикий Захід Східної Європи»);
- Маркіян Прохасько, спеціальна відзнака UA: Радіо Культура.

### 2021
Переможець:
- Андрій Бондар, «Ласощі для Медора»

Номінанти:
- Павло Вольвач, «20+1, або Земля мертвих»;
- Володимир Діброва, «Свіжим оком. Тарас Шевченко для сучасного читача».

Спеціальні відзнаки:
- Микола Рябчук, як «почесний Амбасадор української есеїстики у світі» («Лексикон націоналіста та інші есеї»);
- Станіслав Асєєв, «за відданість правам людини і мужність письма» («Світлий Шлях: історія одного концтабору»);
- Віра Агеєва, за збірку «За лаштунками імперії. Есеї про українсько-російські культурні відносини», спеціальна відзнака UA: Радіо Культура.

### 2020
Переможець:
- Тарас Лютий, «Культура принад і спротиву»

Номінанти:
- Василь Махно, «Уздовж океану на ровері»;
- Павло Швед, «З чого нам дозволено сміятись?».

Спеціальні відзнаки:
- Оксана Забужко, «за внесок у розвиток української есеїстики та промоцію спадщини Юрія Шевельова»;
- Василь Махно, спеціальна відзнака UA: Радіо Культура.

### 2019
Переможець:
- Діана Клочко, «65 українських шедеврів. Визнані й неявні»

Номінанти:
- Василь Махно, «Околиці та пограниччя»;
- Тарас Прохасько, «Так, але…».

### 2018
Переможець:
- Володимир Єрмоленко «Плинні ідеології»

Номінанти:
- Віталій Пономарьов «Історія на власній шкірі»;
- Андрій Бондар «Церебро».

### 2017[2]
Переможець:
- Андрій Любка «Саудаде»

Номінанти:
- Тарас Возняк «О-мовлення місця»;
- Тарас Лютий «Корабель шаленців».

### 2016[3]
Переможець:
- Вахтанґ Кебуладзе «Чарунки долі»

Номінанти:
- Віра Агеєва «Дороги й середохрестя»;
- Марко Роберт Стех «Есеїстика у пошуках джерел».

### 2015[4]
Переможець:
- Олександр Бойченко, «Більше / Менше»

Номінанти:
- Володимир Єрмоленко, «Далекі близькі. Есеї з філософії та літератури»;
- Василь Махно, «Ровер».

Капітула премії:
- Олександра (Оля) Гнатюк, літературознавиця, доктор філологічних наук;
- Тамара Гундорова, літературознавиця, членкиня-кореспондентка НАНУ (Інститут Літератури);
- Кость Москалець, поет, прозаїк, перекладач, літературний критик, лауреат премії ім. Шевельова за 2014 рік;
- Володимир Панченко, літературознавець, доктор філологічних наук;
- Сергій Плохій, директор Українського наукового інституту Гарвардського університету;
- Тарас Прохасько, письменник, лауреат премії ім. Шевельова за 2013 рік;
- Микола Рябчук, президент Українського центру Міжнародного ПЕН-клубу;
- Олександр Саврук, директор Києво-Могилянської бізнес-школи;
- Елеонора Соловей, літературознавиця, доктор філологічних наук;
- Леонід Фінберг, головний редактор видавництва «Дух і Літера».

### 2014[5]
Переможець:
- Кость Москалець, «Сполохи»

Номінанти:
- Богдана Матіяш, «Братик Біль, Сестричка Радість»;
- Ростислав Чопик, «Менталітети».

Капітула премії:
- Тамара Гундорова, літературознавиця, членкиня-кореспондентка НАНУ (Інститут Літератури);
- Олександра (Оля) Гнатюк, літературознавиця, доктор філологічних наук;
- Сергій Плохій, директор Українського наукового інституту Гарвардського університету;
- Тарас Прохасько, письменник, лауреат премії ім. Шевельова за 2013 рік;
- Микола Рябчук, президент Українського центру Міжнародного ПЕН-клубу;
- Олександр Саврук, директор Києво-Могилянської бізнес-школи;
- Елеонора Соловей, літературознавиця, доктор філологічних наук;
- Леонід Фінберг, головний редактор видавництва «Дух і Літера»;
- Володимир Панченко, літературознавець, доктор філологічних наук.

### 2013[6]
Переможці:
- Андрій Портнов, «Історії для домашнього вжитку: Есеї про польсько-російсько-український трикутник пам'яті»;
- Тарас Прохасько, «Одної і тої самої».

Номінанти:
- Михайло Бриних, «Шидеври вкраїнської літератури»;
- Володимир Діброва, «Переказки».

Капітула премії:
- Тамара Гундорова, голова Капітули, літературознавиця, членкиня-кореспондентка НАНУ (Інститут Літератури);
- Олександра (Оля) Гнатюк, секретар Капітули, членкиня Виконавчої ради Українського центру Міжнародного ПЕН-клубу;
- Сергій Плохій, директор Українського наукового інституту Гарвардського університету;
- Микола Рябчук, віце-президент Українського центру Міжнародного ПЕН-клубу;
- Олександр Саврук, декан Києво-Могилянської бізнес-школи;
- Елеонора Соловей, членкиня Виконавчої ради Українського центру Міжнародного ПЕН-клубу;
- Леонід Фінберг, головний редактор видавництва «Дух і Літера».